# Kieran Culkin
Kieran Kyle Culkin (Nova Iorque, 30 de setembro de 1982) é um ator norte-americano conhecido por interpretar personagens desagradáveis, mas simpáticos, no cinema e no teatro. Suas conquistas incluem dois Prêmios Globo de Ouro, um Óscar, um British Academy Film Award e um Primetime Emmy Award. É irmão dos também atores Macaulay Culkin e Rory Culkin.

## Biografia
Culkin nasceu em Nova Iorque, filho de Patricia Brentrup e Christopher "Kit" Culkin. Tem quatro irmãos, Shane Culkin (1976), Macaulay Culkin (1980), Christian Culkin (1987) e Rory Culkin (1989) e duas irmãs, Dakota Culkin (1979–2008) e Quinn Culkin (1984). É sobrinho da atriz Bonnie Bedelia.

## Carreira
Culkin iniciou sua carreira em 1993 ao lado do astro de ação Jean-Claude Van Damme, no filme Nowhere to Run e depois continuou atuando ao lado do irmão Macaulay no filme Esqueceram de Mim como Fuller McCallister, primo do personagem Kevin McCallister (Macaulay Culkin). Continuou atuando principalmente em comédias, incluindo Esqueceram de Mim 2: Perdido em Nova York e O Pai da Noiva onde fez Matty Banks, filho de George Banks (Steve Martin) e ainda atuou na sequência do filme em 1995. Depois de atuar em Amanda de 1996, ofereceram-lhe um papel especial no filme Sempre Amigos (1998). Após o seu magnífico desempenho, passou a atuar em filmes como Regras da Vida (1999) e Música do Coração (1999), que concorreu ao Oscar de Melhor Atriz para Meryl Streep. Seu papel de maior destaque no cinema é provavelmente o personagem título do bem recebido Igby Goes Down, para o qual foi indicado ao Globo de Ouro na categoria de Melhor Ator. Seu último trabalho nos palcos foi no papel de Buff, na peça subUrbia, versão atualizada do diretor Eric Bogosian.
Na televisão, Kieran se destacou por sua interpretação do bilionário problemático Roman Roy, na série Succession (2018–2023), da HBO, papel que lhe rendeu duas indicações ao prêmio Emmy, uma vitória nos Prêmios Critics' Choice e uma vitória no Globo de Ouro como Melhor Ator em Série Dramática (2024).
Sua performance no filme A Real Pain lhe rendeu diversos prêmios, incluindo o Óscar de melhor ator secundário.

## Cinema
| Ano  | Filme                                     | Papel                   |
| ---- | ----------------------------------------- | ----------------------- |
| 2024 | A Real Pain                               | Benjamin "Benji" Kaplan |
| 2021 | No Sudden Move                            | Charley                 |
| 2020 | Father of the Bride Part 3(ish)           | Matthew "Matty" Banks   |
| 2017 | Infinity Baby                             | Ben                     |
| 2016 | Wiener-Dog                                | Brandon McCarthy        |
| 2015 | Quitters                                  | Mr. Becker              |
| 2013 | Movie 43                                  | Neil                    |
| 2011 | Margaret                                  | Paul                    |
| 2010 | The Other Side                            | Rupert Pupkin           |
| 2010 | Scott Pilgrim vs. the World               | Wallace Wells           |
| 2009 | Paper Man                                 | Christopher             |
| 2008 | Lymelife                                  | Jimmy Bartlett          |
| 2002 | A Estranha Família de Igby                | Igby Slocumb            |
| 2002 | Meninos de Deus                           | Tim Sullivan            |
| 1999 | A Lenda Mágica dos Duendes                | Barney O'Grady          |
| 1999 | Regras da Vida                            | Buster                  |
| 1999 | Música do Coração                         | Lexi (aos 15)           |
| 1999 | Ela é Demais                              | Simon Boggs             |
| 1998 | Os Poderosos                              | Kevin Dillon            |
| 1996 | Amanda                                    | Biddle Farnsworth       |
| 1995 | O Pai da Noiva II                         | Matty Banks             |
| 1994 | Loucas Férias de Verão                    | Ralph "Ralphie" Parker  |
| 1993 | Vencer ou Morrer                          | Mike "Mookie" Anderson  |
| 1992 | Esqueceram de Mim 2: Perdido em Nova York | Fuller McCallister      |
| 1991 | O Pai da Noiva                            | Matty Banks             |
| 1991 | A minha mãe não quer que eu case          | Patrick Muldoon Jr.     |
| 1990 | Esqueceram de Mim                         | Fuller McCallister      |

## Televisão
| Ano       | Título              | Papel                | Notas        |
| --------- | ------------------- | -------------------- | ------------ |
| 2018–2023 | Succession          | Roman Roy            | 39 episódios |
| 2001      | Go Fish             | Andy "Fish" Troutner | 5 episódios  |
| 1996      | Frasier             | Jimmy                | 1 episódio   |
| 1991      | Saturday Night Live | Froggy               | 1 episódio   |

## Teatro
| Ano  | Título            | Papel          | Notas                                                         |
| ---- | ----------------- | -------------- | ------------------------------------------------------------- |
| 2007 | subUrbia          | Buff           | Second Stage Theatre em Nova Iorque                           |
| 2004 | After Ashley      | Justin Hammond | Vineyard Theatre em Nova Iorque / Obie Award pela performance |
| 2003 | This is Our Youth | Warren         | Garrick Theatre em Londres                                    |
| 2000 | The Moment When   | Wilson         | Playwrights Horizons em Nova Iorque                           |

## Prêmios e indicações

#### Óscar
| Ano  | Categoria               | Indicação   | Notas  |
| ---- | ----------------------- | ----------- | ------ |
| 2025 | Melhor Ator Coadjuvante | A Real Pain | Venceu |

#### Globos de Ouro
| Ano  | Categoria                                  | Indicação      | Notas    |
| ---- | ------------------------------------------ | -------------- | -------- |
| 2003 | Melhor Ator em Cinema - Comédia ou Musical | Igby Goes Down | Indicado |
| 2019 | Melhor Ator Coadjuvante em Televisão       | Succession     | Indicado |
| 2020 | Melhor Ator Coadjuvante em Televisão       | Succession     | Indicado |
| 2022 | Melhor Ator Coadjuvante em Televisão       | Succession     | Indicado |
| 2024 | Melhor Ator em Série Dramática             | Succession     | Venceu   |
| 2025 | Melhor Ator Coadjuvante em Cinema          | A Real Pain    | Venceu   |

#### Emmy Awards
| Ano  | Categoria                                  | Indicação  | Notas    |
| ---- | ------------------------------------------ | ---------- | -------- |
| 2020 | Melhor Ator Coadjuvante em Serie Dramática | Succession | Indicado |
| 2022 | Melhor Ator Coadjuvante em Serie Dramática | Succession | Indicado |
| 2023 | Melhor Ator em Serie Dramática             | Succession | Venceu   |

#### BAFTA
| Ano  | Categoria               | Indicação   | Notas  |
| ---- | ----------------------- | ----------- | ------ |
| 2025 | Melhor Ator Coadjuvante | A Real Pain | Venceu |

#### SAG Awards
| Ano  | Categoria                        | Indicação   | Notas    |
| ---- | -------------------------------- | ----------- | -------- |
| 2022 | Melhor Ator em Série Dramática   | Succession  | Indicado |
| 2022 | Melhor Elenco em Série Dramática | Succession  | Venceu   |
| 2024 | Melhor Elenco em Série Dramática | Succession  | Venceu   |
| 2024 | Melhor Ator em Série Dramática   | Succession  | Indicado |
| 2025 | Melhor Ator Coadjuvante          | A Real Pain | Venceu   |

#### Critics' Choice Awards
| Ano  | Categoria                                  | Indicação      | Notas  |
| ---- | ------------------------------------------ | -------------- | ------ |
| 2003 | Melhor Ator Jovem                          | Igby Goes Down | Venceu |
| 2022 | Melhor Ator Coadjuvante em Serie Dramática | Succession     | Venceu |
| 2024 | Melhor Ator em Série Dramática             | Succession     | Venceu |
| 2025 | Melhor Ator Coadjuvante em Cinema          | A Real Pain    | Venceu |